# 讷迪亚德
讷迪亚德（羅馬化：Nadiād）是印度古吉拉特邦凯达县的一个城镇。总人口2,25,071（2011年）。

## 人口
该地2001年总人口192799人，其中男性100452人，女性92347人；0—6岁人口18245人，其中男10038人，女8207人；其中男性为82.05%，女性为73.44%。